# Graziadio Isaia Ascoli
Pour les articles homonymes, voir Isaia et Ascoli.
Graziadio Isaia Ascoli est un linguiste et patriote italien, né à Goritz le 16 juillet 1829 et mort à Milan le 21 janvier 1907. Il fut aussi sénateur (XVIe législature du royaume d'Italie). On lui doit notamment l'identification, dans les langues romanes, du ladin et du francoprovençal.

## Biographie
Né dans une famille israélite, Graziadio Ascoli apprend dès l'adolescence l'hébreu ancien avec le rabbin Samuel Vita Lolli, l'un des meilleurs connaisseurs de la langue en Italie. Il ne suit pas des études classiques car il doit, à la mort de son père, reprendre les entreprises familiales.
Il étudie seul la linguistique et connaît une notoriété nationale en publiant notamment Sull'idioma friulano e e sulla sua affinità con la lingua valaca (1846) et Gorizia italiana, tollerante, concorde. Verità e speranze nell'Austria del 1848 (1848).
Professeur à l'académie scientifico-littéraire de Milan, Ascoli invente le mot « glottologie », équivalent de linguistique et est le premier enseignant italien de cette discipline. Un tel enseignement était auparavant assuré par les professeurs d'« histoire comparée des langues classiques. » L'apparition du mot « glottologie » est opportune au moment où le champ des études s'étendait, ajoutant au grec et au latin des langues comme le sanscrit, l'iranien et le gotique.
L'activité d'Ascoli consiste d'abord en des études étymologiques, en des études phonétiques et en des recherches sur l'iranien. Il étudie ensuite la langue des Rroms d'Italie, avant de se consacrer à l'indo-européen et aux langues romanes.
Il fonde la dialectologie scientifique, est le premier à proposer une classification dialectale des parlers romans d'Italie (Italia dialettale) et classe comme langues indépendantes les parlers rhéto-romans (Saggi ladini) mais aussi le franco-provençal (Schizzi franco-provenzali). Il est le premier à avoir utilisé le concept de substrat et à l'appliquer aux langues romanes. Il y ajoute ceux de superstrat et d'adstrat.
En 1873, il fonde la revue Archivio glottologico italiano (qui existe toujours) ; sa préface au premier numéro est considérée par  Carlo Dionisotti comme « un des chefs-d'œuvre, au sens propre, de la littérature italienne. »
Dans sa jeunesse il a proposé (en 1851) une langue auxiliaire internationale à utiliser avec le télégraphe, la pasitelegrafia.
Il crée aussi des termes géopolitiques comme Vénétie julienne.
Il était membre correspondant de l'Académie roumaine.

## Distinctions
- Pour le Mérite

## Œuvres
- La pasitelegrafia, Trieste, Tipografia del Lloyd Austraco, 1851
- Del nesso ario-semitico. Lettera al professore Adalberto Kuhn di Berlino, in "Il Politecnico", vol. 21 (1864), pp. 190–216
- Del nesso ario-semitico. lettera seconda al professore Francesco Bopp, in "Il Politecnico" vol. 22 (1864) pp. 121–151
- Zigeunerisches (1865)
- Studj ario-semitici, in "Memorie del Reale Istituto Lombardo", cl. II, vol. 10 (1867), pp. 1–36
- Lezioni di fonologia comparata del sanscrito, del greco e del latino (1870)
- "Saggi ladini" in Archivio glottologico italiano t.I (1873)
- "Schizzi franco-provenzali" in Archivio glottologico italiano t.III, p. 61-120 (1874)
- "L'Italia dialettale" (1880) in Encyclopaedia Britannica, reed. Archivio glottologico italiano t. VIII (1882)
- Lettere glottologiche (1886)